# هيو مورتون (مصور)
هيو مورتون (بالإنجليزية: Hugh Morton)‏ هو مصور أمريكي، ولد في 11 فبراير 1921، وتوفي في 1 يونيو 2006.